# Presenting Burton Greene
Presenting Burton Greene ist ein Jazzalbum von Burton Greene. Die im März, April und September 1968 in New York City entstandenen Aufnahmen erschienen im September 1969 auf Columbia Records, zuletzt 1970 bei CBS/Sony in Japan. Das von John Hammond produzierte Album war Greenes einziges Album für Columbia Records. Laut JazzTimes war es möglicherweise das erste Album im Jazz, bei dem Moog-Synthesizer einbezogen wurden.

## Hintergrund
Nach zwei Alben unter eigenen Namen – Burton Greene Quartet (1966) und The Burton Greene Trio on Tour (1968) – und der Mitwirkung bei der Debüt-LP der Sängerin Patty Waters (College Tour) auf dem kleinen Label ESP-Disk erhielt der Pianist Burton Greene Anfang 1968 die Gelegenheit, für ein Major Label aufzunehmen; John Hammond produzierte dieses Album für Columbia Records. Mit Greene spielten Byard Lancaster (Altsaxophon, Trompete in Nirvana Vibrations), Steve Tintweiss (Bass) und Shelly Rusten (Perkussion). Robert Moog nahm persönlich an der Mehrspur-Session teil, um seine neu entwickelten Synthesizer zu präsentieren. Greene hatte den Erfinder bereits 1963 kennengelernt und Prototypen der Synthesizer ausprobiert.
Free Jazz gab es schon seit einigen Jahren, „und alle drängten John Hammond, etwas herauszubringen“, erinnerte sich Burton Greene 2003 in einem Interview für Paris Transatlantic. „Ich glaube, er wollte hip sein. Er sollte ein [Album] mit mir und eines mit Sunny Murray machen.“ Von seiner Bekanntschaft mit Robert Moog hatte John Hammond gehört. „Du bist der Kerl, der den Synthesizer spielt. Burton, du musst den Synthesizer dieser Platte hinzufügen.“ Die Platte war nach Aufnahmesitzungen am 26. März und 17. April eigentlich fertig, aber er sagte: „Wir bezahlen dich für die Arbeit am Synthesizer.“ Fünf Stunden für 100 Dollar die Stunde, erinnerte sich Burton Greene.
Nach einer letzten Aufnahmesession mit dem Cellisten Tom Moore (Mountains) brach Greene im Sommer 1969 nach Paris auf und ließ sich im folgenden Jahr in Amsterdam nieder. Seit Mitte 1969 trat Greene zunächst nicht mehr in den USA auf; die LP Presenting Burton Greene wurde darauf vom Columbia-Label nicht mehr betreut, lediglich 1970 in Japan neu aufgelegt und blieb vergriffen. Greene stellte zu dieser Zeit fest, dass Europa sowohl ein akzeptierender als auch lukrativerer Markt für seine eigene Musik war. Er bereiste den Kontinent häufig, kehrte jedoch in späteren Jahren regelmäßig nach New York zurück, um dort zu arbeiten, schrieb Michael J. West im Nachruf auf Burton Greene.

### Exkurs: Amiri Baraka und „Die Burton-Greene-Affäre“

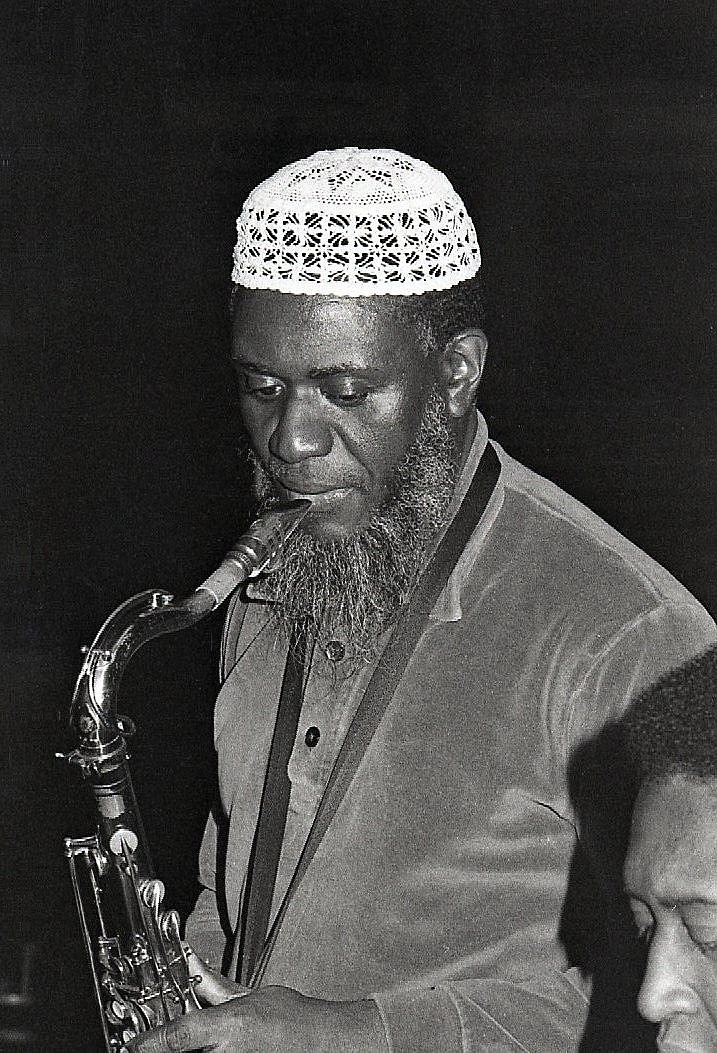
Pharoah Sanders (1981) Foto: Wojciech Soporek

„The New Thing“, wie Formen des Avantgarde Jazz bzw. des Free Jazz damals genannt wurde, kam mit einem erhöhten afroamerikanischen Gruppenbewusstsein einher, und als weißer Musiker zog Burton Greene den Unmut von mindestens einem großen Kritiker auf sich, merkte Nate Chinen in seinem Nachruf auf Burton Geene in WBGO an. Amiri Baraka (damals noch als LeRoi Jones schrieb) veröffentlichte 1966 einen Essay mit dem Titel The Burton Greene Affair und nahm ihn in sein Buch Black Music (1967) auf. Darin verunglimpfte Baraka Burton Greene als „einen weißen, super-hip (MoDErN) Pianisten“ am Rande einer [un-]kritischen Überbewertung durch das Jazz-Establishment. Im Unterschied zu der spirituell [basierten] Musik von Marion Brown und Pharoah Sanders, argumentiert Baraka, setze Greene Theatermusik ein, „gedrängt von Kräften, die er nicht verwenden oder richtig assimilieren konnte“.
Als absichtliche Provokation, dass „schwarze Musik nur von schwarzen Musikern authentisch gespielt werden kann“ – hat „The Burton Greene Affair“ ein langes und umstrittenes Erbe, schrieb Chinen weiter. Der Kulturtheoretiker Fred Moten beschäftigte sich mit dem Aufsatz Barakas in seinem 2003 erschienenen Werk In the Break: The Aesthetics of the Black Radical Tradition. Die „Burton-Greene-Affäre“ trage die Züge eines dialektischen, dialektalen Gestammels, kritisierte Moten. „Es hat eine spaltende Artikulation, die die rhythmische Markierung von Rassenunterschieden neu kalibriert.“ Greene ertrug die Kritik zwar, obwohl sie wohl eine Rolle bei seiner Entscheidung gespielt habe, nach Europa aufzubrechen, meinte Chinen.

## Titelliste
- Burton Greene: Presenting Burton Greene (Columbia CS9784)[1]
  1. Ballad in B Minor, 6:40
  2. Slurp!, 7:37
  3. Nirvana Vibrations, 8:55
  4. Lebanese Turn-Around, 3:45
  5. Eastern Folk Song, 6:30
  6. Voice of the Silences, 11:39
- Die Kompositionen stammen von Burton Greene.

## Rezeption
Brandon Burke verlieh dem Album in AllMusic vier Sterne und schrieb, Presenting Burton Greene sei sicherlich einer der experimentierfreudigsten Titel im Columbia-Katalog gewesen und sei eine komplexe und feurige Angelegenheit. Besonders heiß habe Byard Lancaster gespielt, der hier ein breites, Albert-Ayler-artiges Vibrato verwende. Von besonderem Interesse sei vielleicht Greenes Einsatz von Elektronik, der sein übliches Instrumentarium erweiterte. Das Ergebnis könnte vielleicht als „Morton Subotnick-trifft-Cecil Taylor“ beschrieben werden, da schnelle, oszillierende Töne zu Greenes oberen Registern auf dem (akustischen) Klavier passen und diese ergänzen. An diesem Tag habe freie Improvisation geherrscht, so der Autor, obwohl die meisten Nummern mit einem bestimmten Thema beginnen und enden. Viele dieser Themen seien ziemlich eingängig und würden in gewisser Weise helfen, einigen der intensiveren und düstereren Improvisationen mit einem Hauch von Wärme und Humor entgegenzuwirken.